# المخيم الكشفي العالمي الأول
عقد المخيم الكشفي العالمي الأول من 30 يوليو 1920 إلى 8 أغسطس عام 1920، واستضافته المملكة المتحدة في لندن. وحضر 8000 كشاف من 34 دولة في الحدث، الذي استضافه في مبنى مسقف من الزجاج ويغطي مساحة قدرها 6 فدان (24,000 متر مربع).
وكان في هذا الحدث أول مخيم كشفي عالمي بحضور بادن باول مؤسس الحركة الكشفية ورئيس كشافة العالم.

## الأولمبيا والتخييم

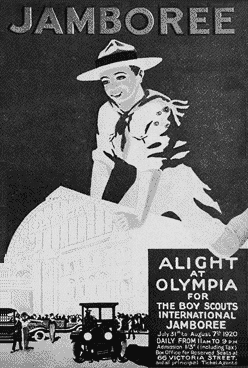
الملصق المستخدم للإعلان عن المخيم الكشفي العالمي الأول.

امتلأت ساحة أولمبيا وكان ارتفاع سقف القاعة (30 سم) عن سطح الأرض وقد تمكن الكشافة من تنصيب الخيام داخل قاعة ذات السقف الزجاجي.

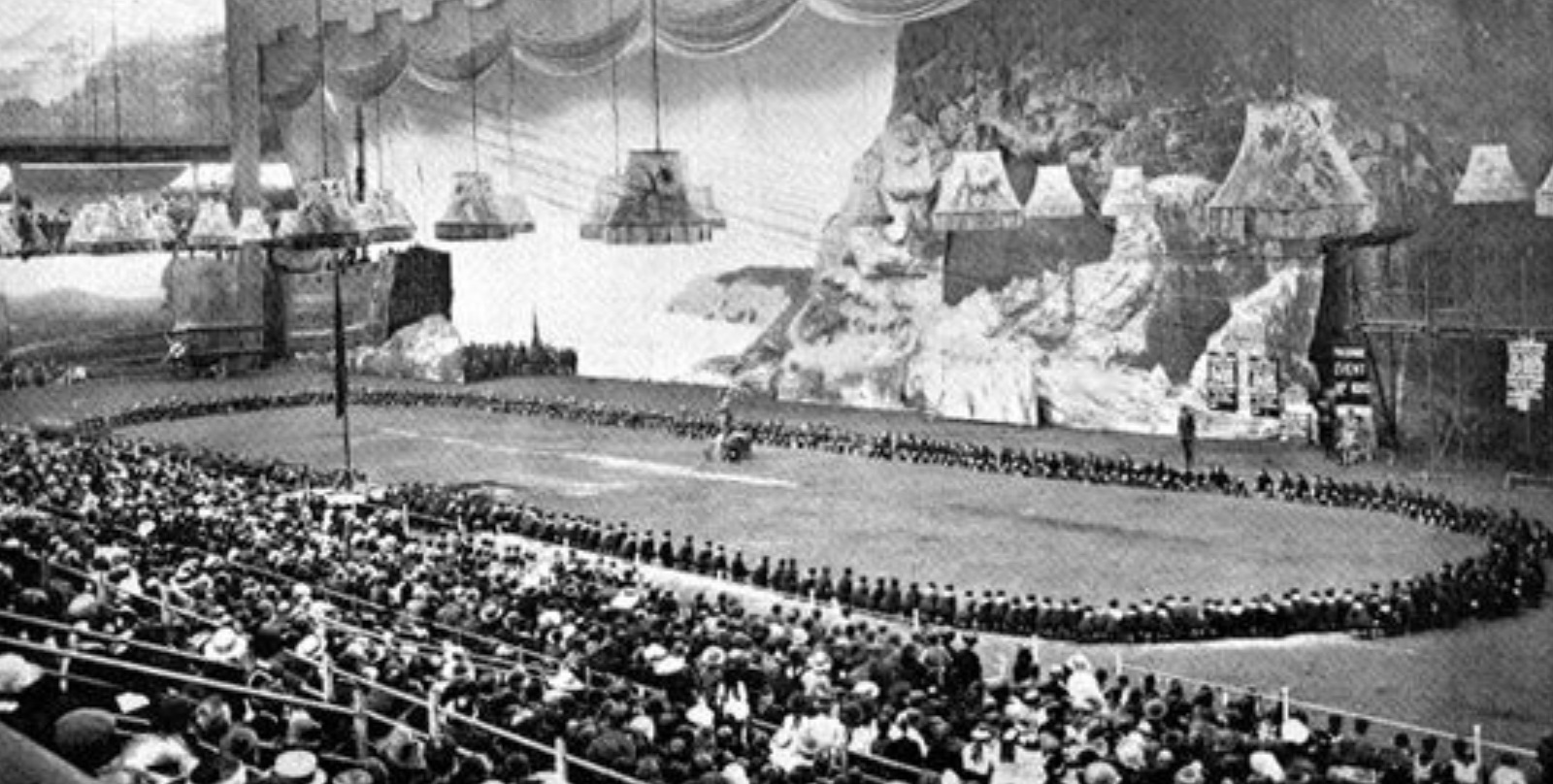
500 شبل الكشافة في الساحة في أولمبيا

ومع ذلك، فقد نزل حول 5000 ممن الكشافة في أولد دير بارك في القريبة من مدينة ريتشموند.وقد كان النزول إلى الحديقة بالتناوب لكي يتيح للكشافيين الآخرين فرصة المشاركة في الأحداث هناك. وفي ليلة من الليالي غمر مياة نهر التمز المخيم مما ادى إلى إجلاء بعض الكشافة.
وقد استضافت أولمبيا العديد من المعارض مثل المهرجانات والمسابقات خلال هذا الحدث.

## رئيس كشافة العالم
تكريما لدور بادن باول باعتباره مؤسس الكشافة اقترح جيمس إدوارد ويست.، رئيس الكشافة التنفيذي لجمعية الكشافة الأمريكية أنه سيتم منح لقب الرئيس الهندي الكبير لبادن باول.
ومع ذلك، خلال بداية الحفل، هتف واحد من شباب الكشافة قائلاً «عاش رئيس كشافة العالم»، وهكذا أصبح اللقب الكشفي الرسمي لبادن باول حتى يومه وفاته.
لم يشغل أي كشاف آخر اللقب سوى بادن باول، لأنه لا يمكن أن يمنح أي سيادة وطنية أو رئيس الوزراء.

## الكلمة الختامية

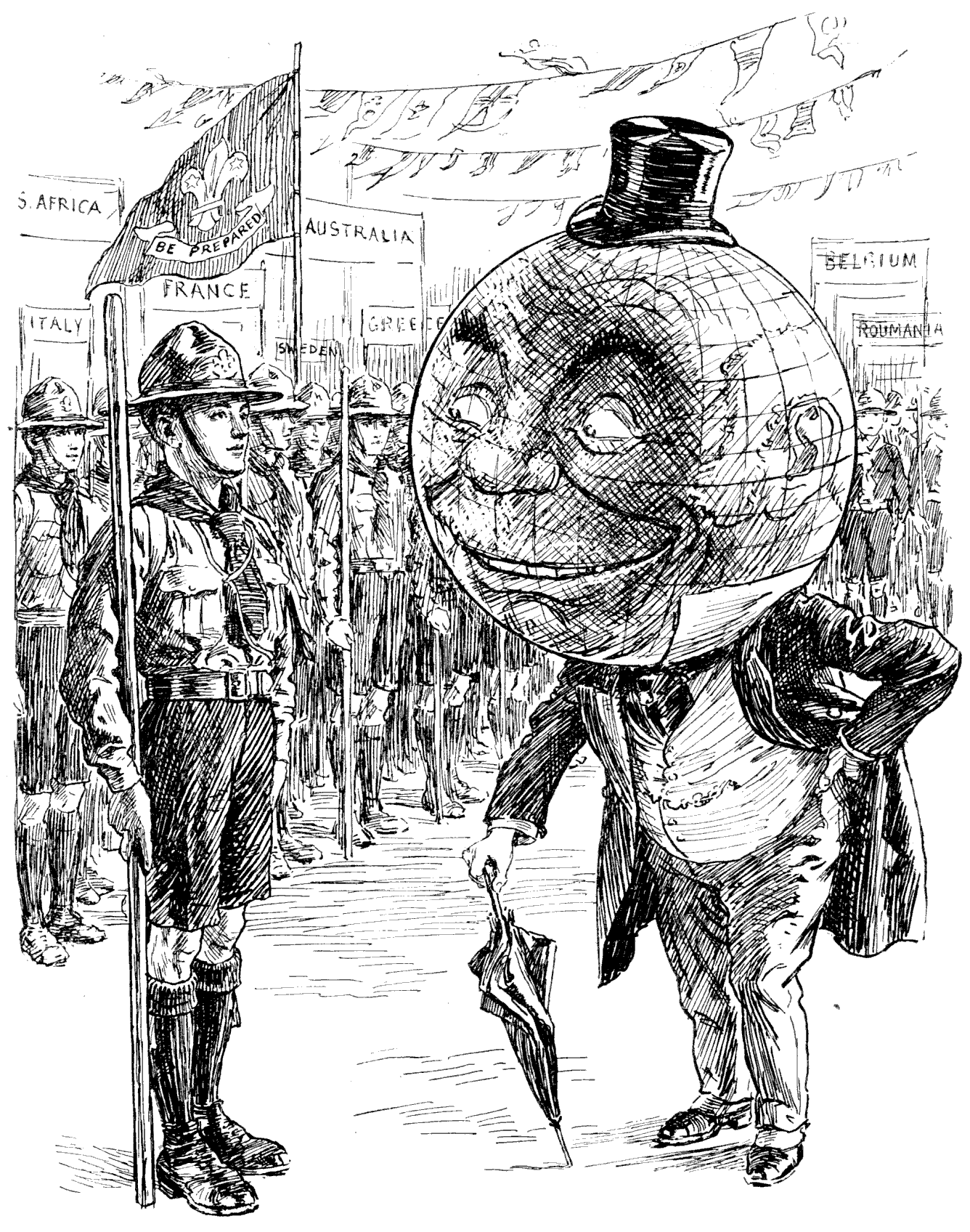
الدوري الشبابي
العالم الذين أنهكتهم الحرب (في المخيم). "عندما أحس أنني أفقد الأمل، منظر الأولاد يجعلني أسترجعه."
----
رسوم في مجلة بانش 4 أغسطس 1920، تشير إلى المخيم الكشفي العالمي الأول في سياق أعقاب الحرب العالمية الأولى.

إختتم بادن باول الخطاب في نهاية المخيم قائلاً:
«إخواني الكشافة. الفروق موجودة بين شعوب العالم في الفكر والمشاعر، تماما كما هي موجودة في اللغة واللياقة البدنية. إن المخيم علمنا أنه إذا مارسنا التحمل المتبادل والأخذ والعطاء، سيكون هناك تعاطف وانسجام. ويجب ان تكون إرادتك هي مولد العزم الذي سوف يضعنا نحن وأولادنا في مستويات الرفاقية، من خلال روح التعاون في العالم الواسع بين الأخوة الكشفية، حتى نتمكن من المساعدة وتطوير السلام والسعادة في الدنيا وحسن النية بين الرجال».

## المهرجانات منذ عام 1920
وقد تعلم الكثير من الدروس من أول مخيم من مخيمات الكشافة العالمية، مثل تسجيل أسماء وكانت الأماكن مغلقة وضيقة للغاية للأنشطة وأعداد الكشافة الذين سيحضرون.
وأدرك الكثيرون أيضا أن المخيم هو وسيلة لتنمية روح الزمالة بين الأولاد في العديد من الدول، وأكثر من ذلك يمكن يتجمعواويكونوا يد واحدة، ويصبحوا أكثر نجاحا في المخيم.
عقد أحدث مخيم في ياماشي في اليابان في عام 2015، حيث حضر ما يقرب من 32,000 كشاف.

## الدول التي تم عقد المخيم الكشفي العالمي فيها
| - أستراليا - بلجيكا - سيلان - تشيلي - الصين - تشيكوسلوفاكيا - الدنمارك - إنجلترا - إستونيا - فرنسا - Gibraltar - اليونان | - قالب:بيانات بلد الهند البريطانية - Ireland - Italy - جامايكا - اليابان - لوكسمبورغ - مالايا - Malta - هولندا - نيوزيلندا - النرويج - البرتغال | - رومانيا - اسكتلندا - Serbia - Siam - جنوب أفريقيا - إسبانيا - السويد - سويسرا - الولايات المتحدة - ويلز |

## العروض في المهرجانات
من بين الآلاف من الكشافة، وكان هناك أيضا مجموعة مختارة من الحيوانات البرية في المخيم:
- القاطور من ولاية فلوريدا.
- تمساح صغير من جامايكا.
- أسد ولبوة من روديسيا.
- القرود من جنوب أفريقيا.
- فيل رضيع.
- جمل.

## الشارة الرسمية

الشارة الوهمية.

لم يكن هناك أي شارة رسمية لهذا الحدث. وقد تم وضع شارة لأول مره في المخيم الكشفي العالمي الثاني. كان هناك في وقت لاحق شارة وهمية غير رسمية لجعل مجموعة من شارات التذكير «كاملة».

## روابط خارجية
- تواريخ الجامبوري في القاعدة الكشفية
- تواريخ الجامبوري في Scout.org
- كتاب الجامبوري